# Capiago Intimiano
Capiago Intimiano es una localidad y comune italiana de la provincia de Como, región de Lombardía, con 5.456 habitantes.

## Evolución demográfica
| Gráfica de evolución demográfica de Capiago Intimiano entre 1861 y 2001 |
|                                                                         |
| Fuente ISTAT - elaboración gráfica de Wikipedia                         |